# Серпентин (озеро)
Серпентин або Змійовик (англ. The Serpentine) — рекреаційне штучне озеро площею 16 га у Гайд-парку, Лондон, Англія, створене в 1730 році за наказом королеви Кароліни. Хоча термін вживається для позначення всієї акваторії, насправді назва відноситься тільки до східної частини озера. Міст Серпентин, який позначає межу між Гайд-парком і Кенсінгтонськими садами, також відзначає західну межу Серпентина; довга і вузька західна частина озера має назву Довга Вода. Серпентин (Змійовик) отримав свою назву через форму, яка по-зміїному вигинається, хоча озеро має тільки один вигин.
Спочатку озеро живили річка Вестборн та струмок Тайберн-Брук, в 1830-х роках в озеро вода перекачувалась з Темзи. Тепер вода закачується з трьох свердловин в Гайд-парку, остання з яких облаштована у травні 2012 року в рамках реконструкції озера 2011—2012 років. Серпантин був фокусною точкою для Всесвітньої виставки 1851 року, а зовсім недавно був місцем проведення плавального етапу чоловічого і жіночого тріатлону і марафонських запливів у Літніх Олімпійських іграх 2012. З 1864 року Плавальний клуб Серпантину організовує 100-ярдну гонку кожний Різдвяний ранок на кубок Пітера Пена, заснований Дж. М.Баррі, творцем вигаданого персонажа Пітера Пена.
Довкола озера є багато рекреаційних об'єктів, а також можливість покататися на човні по самому озеру. В 1860 році Серпантин мав бути модифікованим у ставок для ковзання з формальними краями. Ця схема не була реалізована.
Серед визначних пам'яток неподалік від озера знаходиться Меморіальний фонтан Діани, принцеси Уельської.

## Географія озера

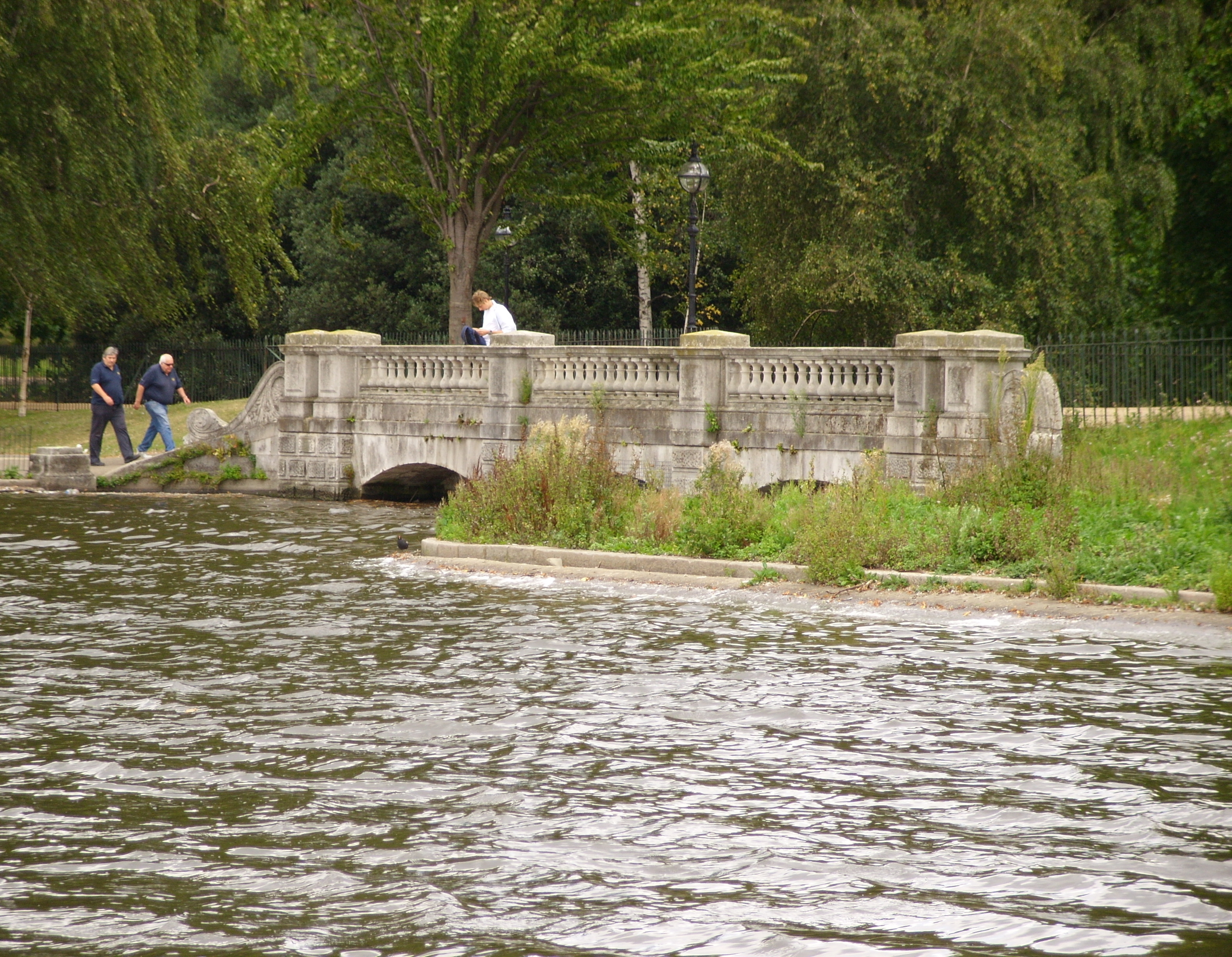
Шлюзові ворота греблі 1730 року в східній частині озера

Спочатку озеро живила річка Вестборн, яка входила в Італійський сад на північно-західному кінці Довгої Води. Вестбурн перестала постачати воду до Серпантину в 1834 році, коли річка стала забрудненою, і воду почали перекачувати з Темзи. Зараз вода подається з трьох свердловин, пробурених до Верхнього Крейдового горизонту. Перша свердловина знаходиться в Італійському саду, друга — біля Меморіалу Діани і третя, пробурена в 2012 році на глибину 132 м, знаходиться за 50 м від Меморіалу Діани. Від цієї точки Довга Вода тече на південний схід до мосту Серпентин, де озеро вигинається на схід, слідуючи природним контурам землі. На східному кінці вода з озера витікає через шлюзи дамби, утворюючи невеликий декоративний водоспад на Делл. Витік історично не забезпечував водоспад і в лощині нижче греблі були встановлені ре-циркуляційні насоси, щоб підтримувати цю функцію. Реставраційні роботи у 2012 році відновили потік води, яка втікає у озеро, і цей водоспад тепер відновлений у первинному варіанті. Історично річка текла на південь від дамби, позначаючи межу між Вестмінстером і Кенсінгтоном, але з 1850 року вона була заведена в трубу під землею і впадає в Темзу неподалік від моста Челсі.
Озеро має максимальну глибину 5,3 метри, як показали батиметрічні дослідження дизайну озера «Королівськими парками» в 2010 році, хоча часто повідомляється про більшу глибину.
На березі озера є два ресторани і різні рекреаційні об'єкти.

## Історія

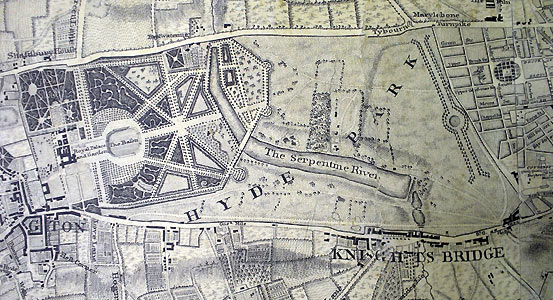
Деталь карти Джона Рока 1746 року показує новостворений Серпантин. Також видимі доріжки, які сходяться на Круглому ставку на захід від озера.

В 1730 році королева Кароліна, дружина Георга II, наказала загатити дамбою річище Вестборн у Гайд-парку під час загальної реконструкції Гайд-парку та Кенсінгтонських садів. Оригінальні монастирські рибні ставки, що ймовірно існували в цьому місці, були змінені під ча реконструкції 1730—1732 років для створення єдиного озера (у той час річка Вестборн формувала одинадцять природних ставків у парку). В 1730-х роках озеро наповнилось водою до його поточного розміру і форми. Перепланування було проведено королівським садівником Чарльзом Бріджменом, який загатив Вестборн, щоб створити штучне озеро, і викопав великий ставок у центрі Кенсінгтонських садів (Круглий ставок), який мав стати фокусом для доріжок парку.
На час будівництва Серпентину, штучні водойми, як правило, створювали довгими і прямими. Серпентин став одним з найбільш ранніх штучних озер, створених, щоб виглядати природно, і широко імітувався в садах і парках по всій Британії.

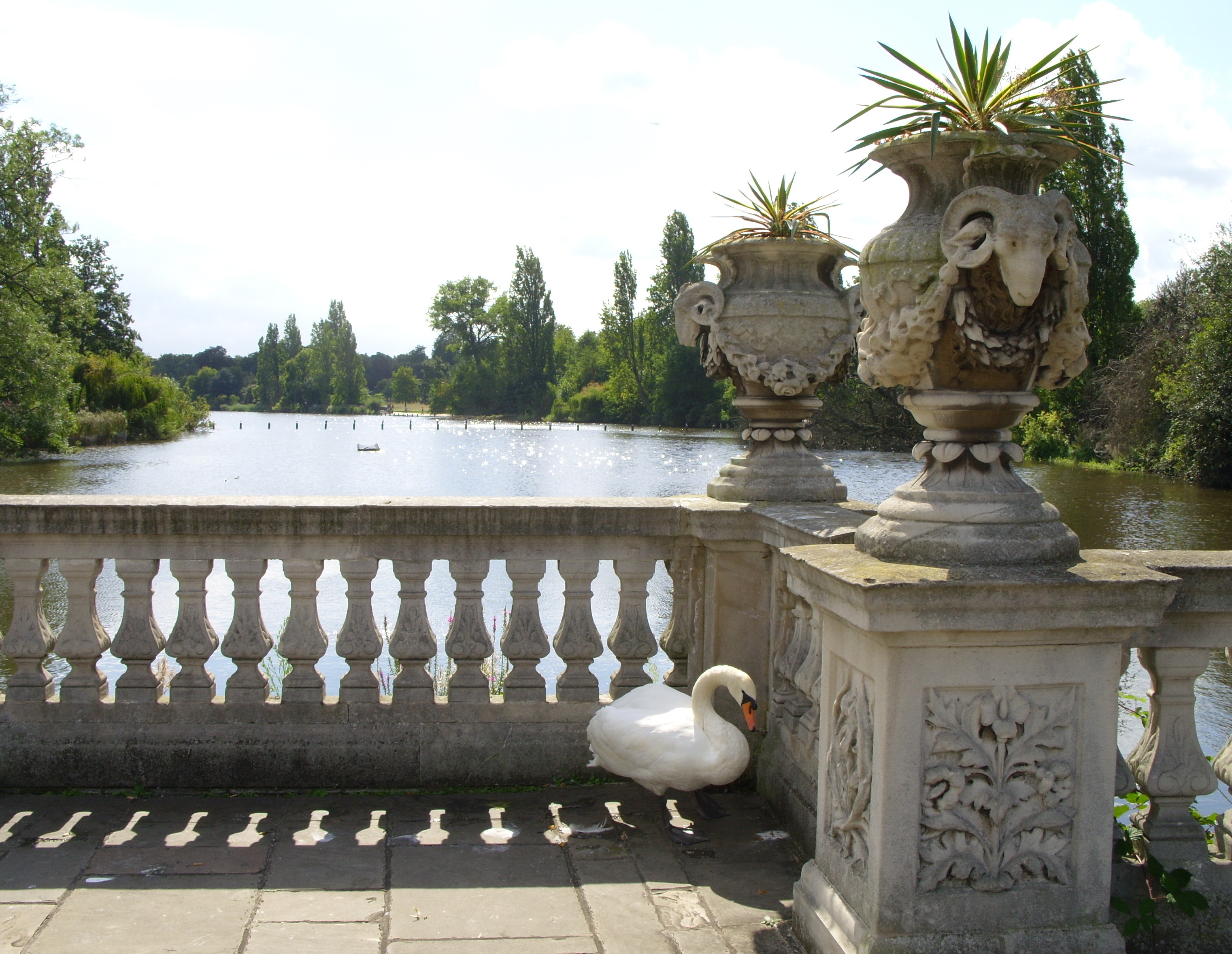
Довга вода, вид від Італійського саду. Велика кількість лебедів-шипунів гніздується на цій ділянці.

Озеро прославилося в грудні 1816 року, коли Гарієт Вестбрук, вагітна дружина поета Персі Біші Шеллі, була знайдена потонулою в озері Серпентин, залишивши передсмертну записку на ім'я її батька, сестри і чоловіка. Шеллі одружився з Мері Уолстонкрафт Годвін менше ніж через два тижні.

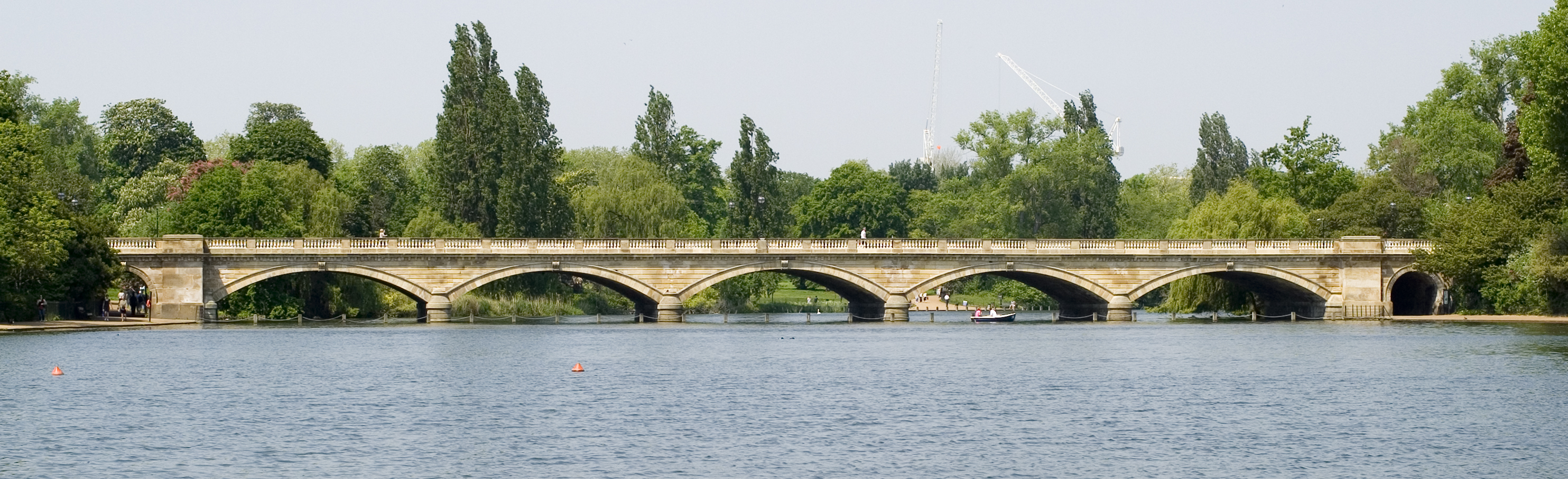
Міст Серпантин

Озеро було фокусом святкувань 1814 року, які відзначали століття правління Ганноверської династії і відтворювали перемогу англійців у Трафальгарській битві за дев'ять років до того, і фокусом Всесвітньої виставки 1851 року, коли Кришталевий палац стояв на його південному березі Після введення більш жорстких вимог щодо захисту навколишнього середовища в парку, переїзду Кришталевого палацу і будівництва поруч комплексу музеїв і виставок Альбертополісу, масштабні події перестали проводити на березі Серпантину. Однак, воно було місцем для урочистостей 1977 року Срібного ювілею (25-ї річниці сходження королеви Єлизавети ІІ на трон) і одним з місць проведення змагань Олімпіади 2012.
В 1820-х роках парк сильно перебудовано Децимусом Бертоном. У той же час Джон Ренні збудував міст Серпантин як частину прокладеної дороги Вест-Керіедж-драйв вздовж межі між Гайд-парком і Кенсінгтонськими садами, розділивши озеро на Серпантин (схід) і  Довгу Воду (захід).

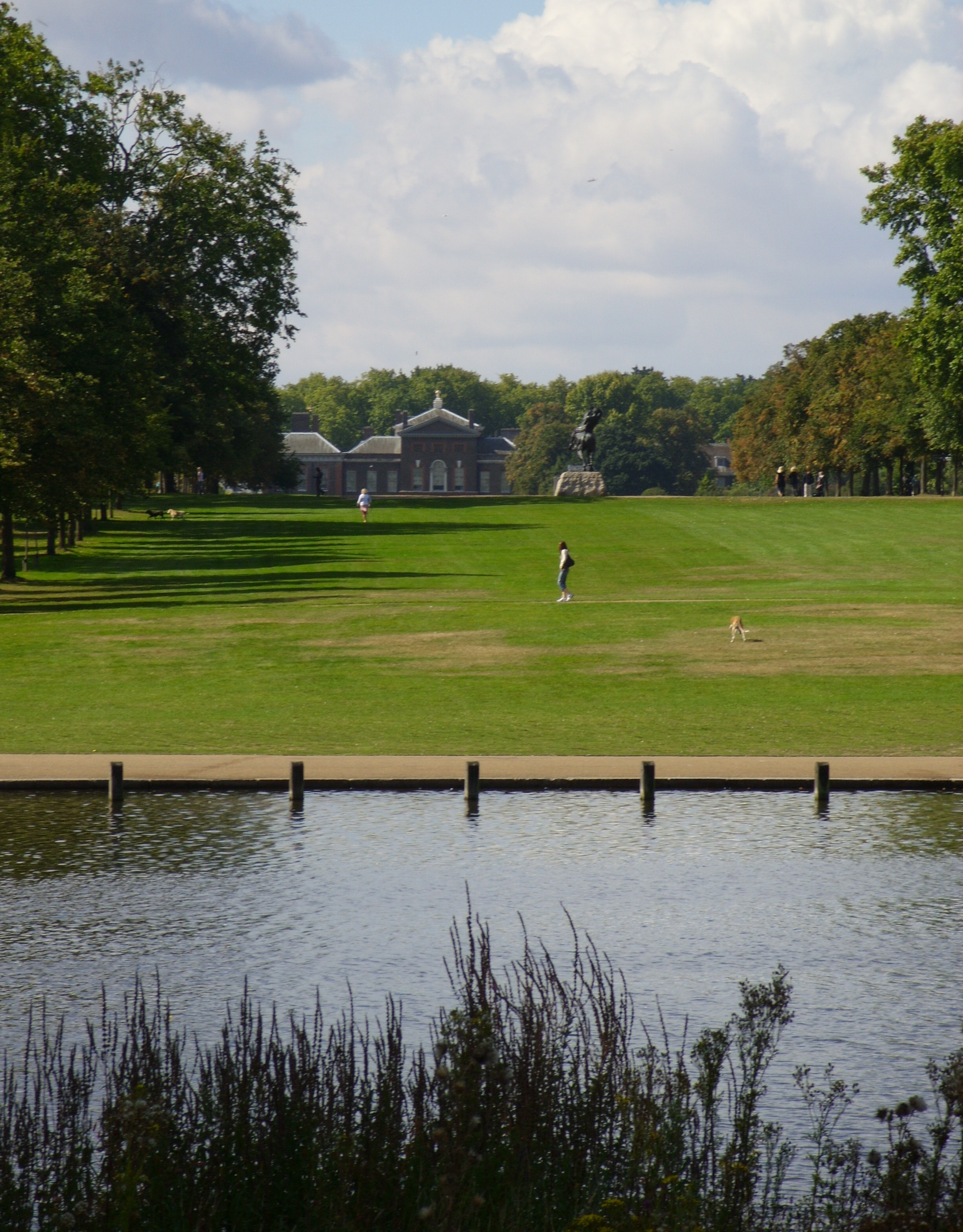
Вид через Довгу Воду на Кенсінгтонський Палац

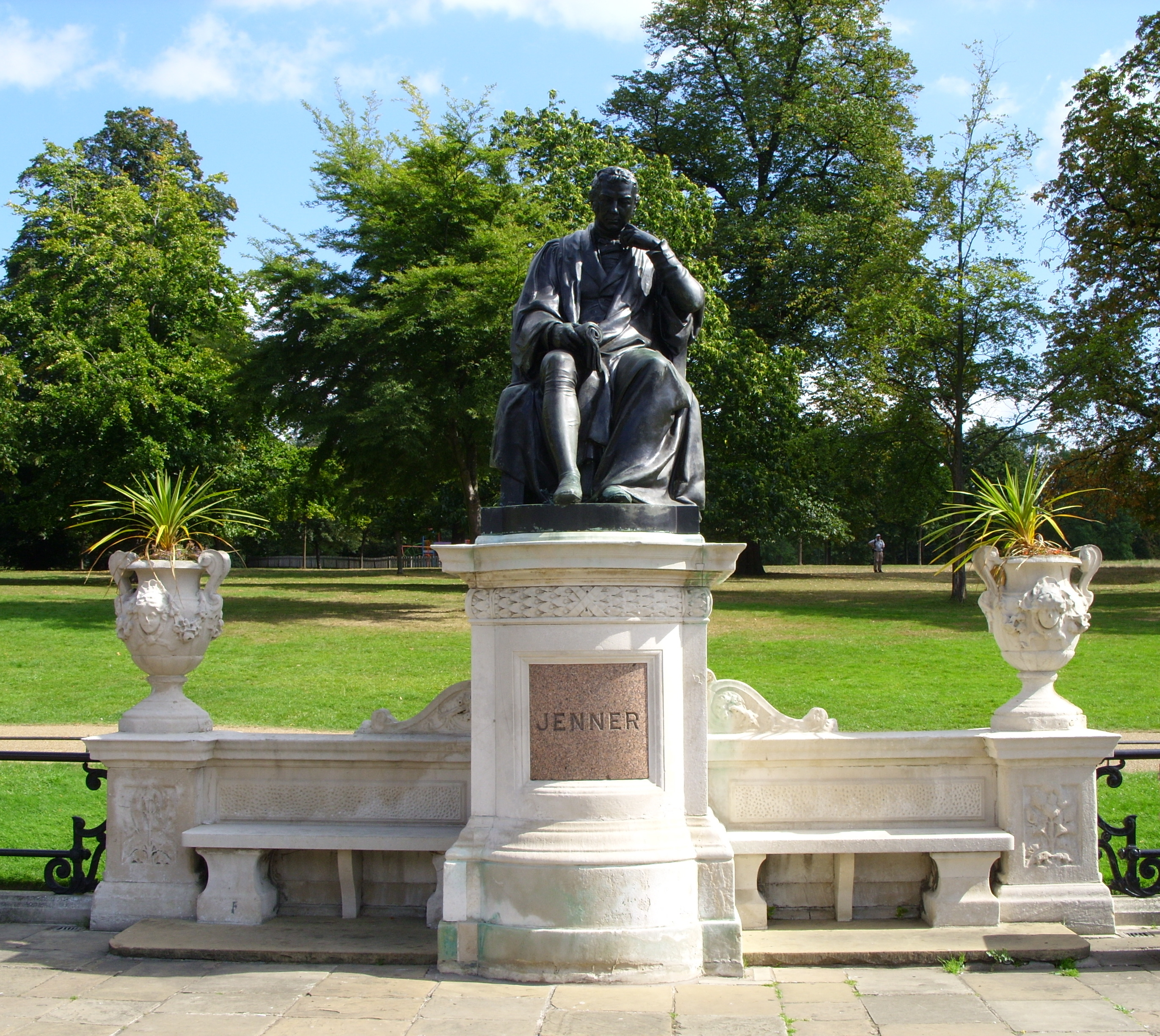
Меморіал Едварда Дженнера

В 2011 році Королівський парк розпочав відновлення Серпантину за для поліпшення стану води та якості водного середовища. Результатом реалізації проекту стало істотна зміна гідрологічного режиму озера, швидкість зміни води в якому скоротилась з 10 років до 4-5 місяців в результаті надходження води з нової свердловини. Три глибокі свердловини, просвердлені до шару Верхньої Крейди, тепер постачають у озеро до 900 000 кубічних метрів води на рік, забезпечуючи, щоб вода озера залишалась свіжою і не застоювалася. Крім того, історично забруднені відкладення озера були очищенні, а поживні речовини у мулі хімічно нейтралізовані. По-третє, кисневий стан води та в цілому змішування води озера знаходиться тепер під контролем серією з 24 аераційних насосів, встановлених на дні озера. Вони гарантують, що рівні розчиненого кисню в озері не впадуть і не призведуть до хронічного екологічного стресу. Також, була переглянута загальна екологія озера  і деякі великі лящі і сазани були з нього видалені в лютому 2012 року, щоб зменшити порушення ними донних відкладень і рослинності озера. Ці заходи здійснювалися у період з жовтня 2011 по червень 2012 року. У результаті якість води в озері була відмінна і озеро стало надзвичайно популярним місцем для плавальної частини Лондонського Триатлону 2012 та марафонського запливу у серпні 2012 року.

## Рекреація

### Плавання
Прямокутна зона для купання на південному березі була відкрита в 1930 році. Відома як Лідо-Ленсбері, вона відокремлена перегородкою від іншої частини озера периметром буйків. За вхід в Лідо здіймається плата. Переважно воно відкрито лише влітку, між 10:00 та 17:30, хоча члени Клубу плавання Серпантину можуть плавати цілорічно з 06:00 до 09:30. Різдвяний швидкісний заплив (гонка) на кубок Пітера Пена доступний тільки для постійних учасників суботніх змагань з плавання взимку
Серпантин був використаний як місце для плавальної частини тріатлону і плавального марафону на Олімпійських іграх 2012.

### Кубок Пітера Пена

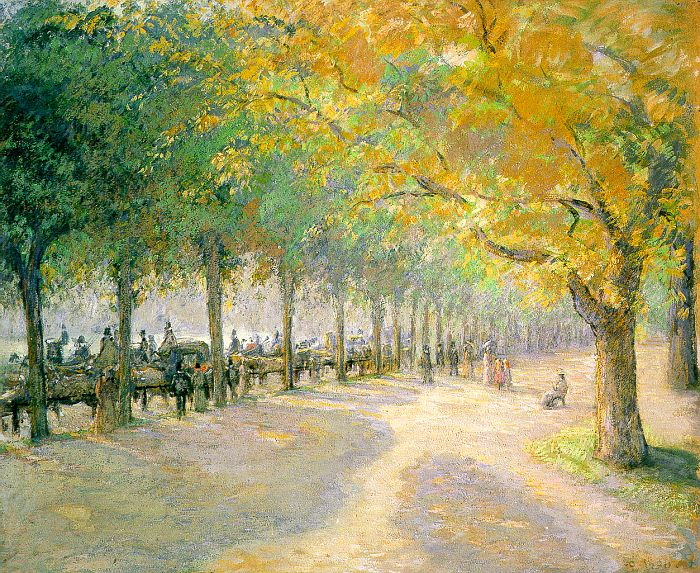
«Гайд-парк» роботи Каміля Піссарро, 1890, показує стежку вздовж південного берега Серпантину

З 1864 року на Серпантині відбувається 100-ярдові (91.4 м) змагання з плавання (гонка) кожний Різдвяний ранок о 9-й ранку. В 1904 році письменник Джеймс Баррі вручив Кубок Пітера Пена переможцю гонки; традиція, яка триває досі. Внаслідок небезпеки купання в крижаній воді, гонка відкрита тільки для членів Плавального клубу Серпантину.

### Плавання на човнах
Веслові човни можна взяти напрокат. В 2002 році на Серпантині відбулися Світові спринтерські змагання з веслування, в яких кілька міжнародних екіпажів на швидкість гребли 500 м.

### Solarshuttle
Влітку сонячний човен «Solarshuttle» перевозить пасажирів між північним і південним берегом Серпантину. Маючи 14 м завдовжки та перевозячи 42 пасажира, він є найбільшим пасажирським човном повністю на сонячних батареях, що працюють у Великій Британії.

## Пам'ятки
Меморіал Голокосту розташований в східній частині Серпантину, відразу за дамбою.
Меморіал на північному березі озера був зведений норвезькими моряками в 1978 році як подяка за притулок який вони здобули у Великій Британії після того, як їх країна капітулювала перед німцями в 1940 році, під час Другої Світової Війни.
Меморіальний фонтан Діани, Принцеси Уельської розташований на південному березі Серпантину біля Вест-Керіедж-драйв. Хоча на початку він мав проблеми і його довелося закрити на місяць через три тижні після його відкриття, він став однією з найпопулярніших пам'яток Великої Британії, з 800 000 відвідувачів на рік. 
Галерея Серпантин знаходиться також на південному березі, а Галерея Серпентин-Саклер за проектом Захи Хадід відкрито в 2013 р. у будівлі колишнього порохового складу 1805 року, в п'яти хвилинах ходьби від Галереї Серпентин через міст.
На північному березі озера, навпроти Лідо, є два автономних човневих ангари — східний човневий ангар 1903 року, зведений Королівським гуманітарним товариством, та західний човневий ангар 1952 року, збудований до запуску нового хлорування, щоб замінити колишній ангар, розбомблений 1940 року. Поруч знаходиться трав'яний амфітеатр відомий як Кокпіт. Цей колишній покинутий гравійний кар'єр був ареною концерту The Rolling Stones «Стоунз (гра слів — камені) в парку» 1969 року. Концерти тут відбуваються з 1968 року. Цю ділянку можна також побачити у фільмі 1953 року «Женев'єва» як відправну точку щорічних Перегонів старих автомобілів Лондон-Брайтон, які дійсно починаються від Гайд-парку.

## Галерея зображень

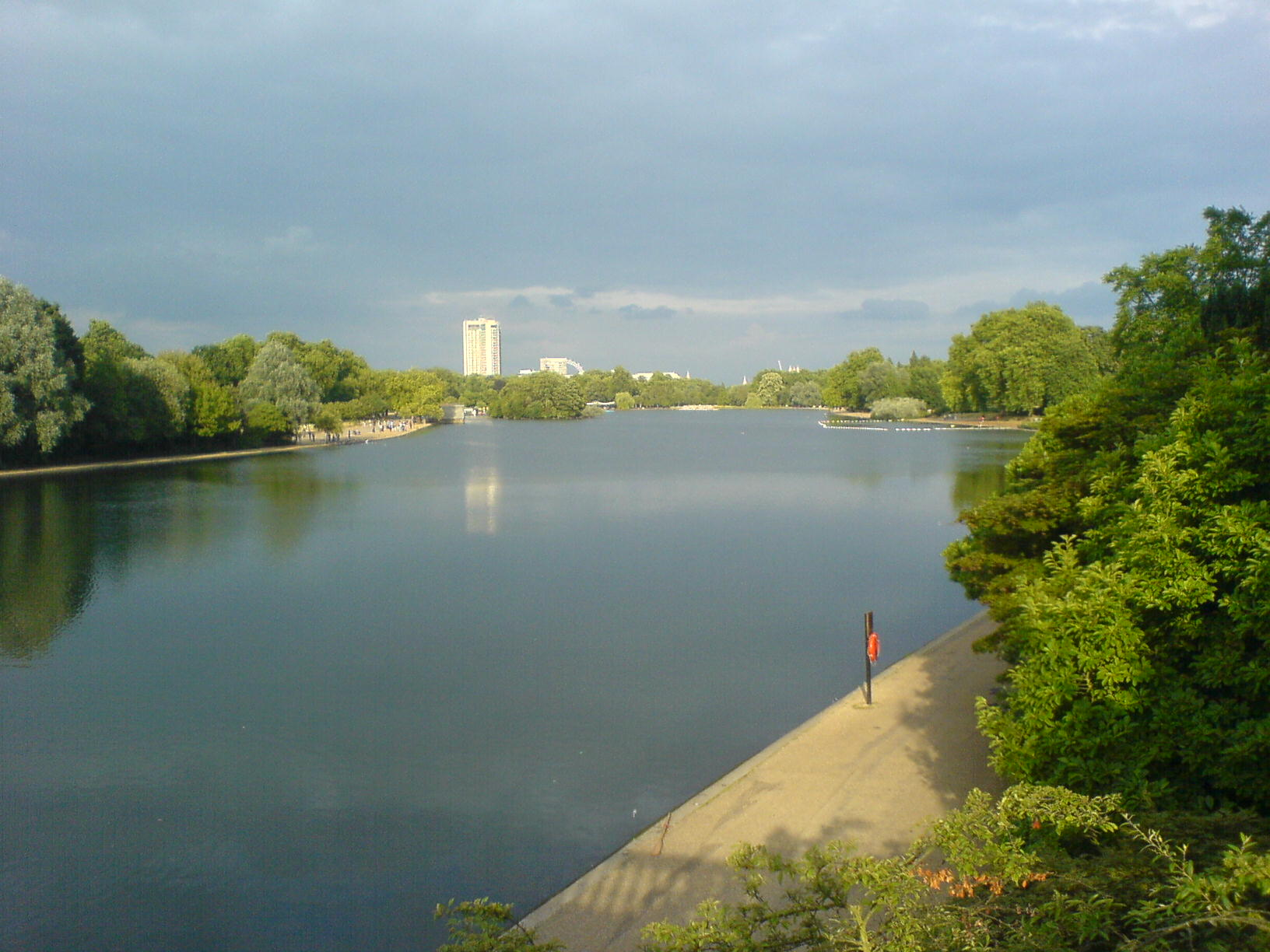
Вид на схід від моста Серпентин
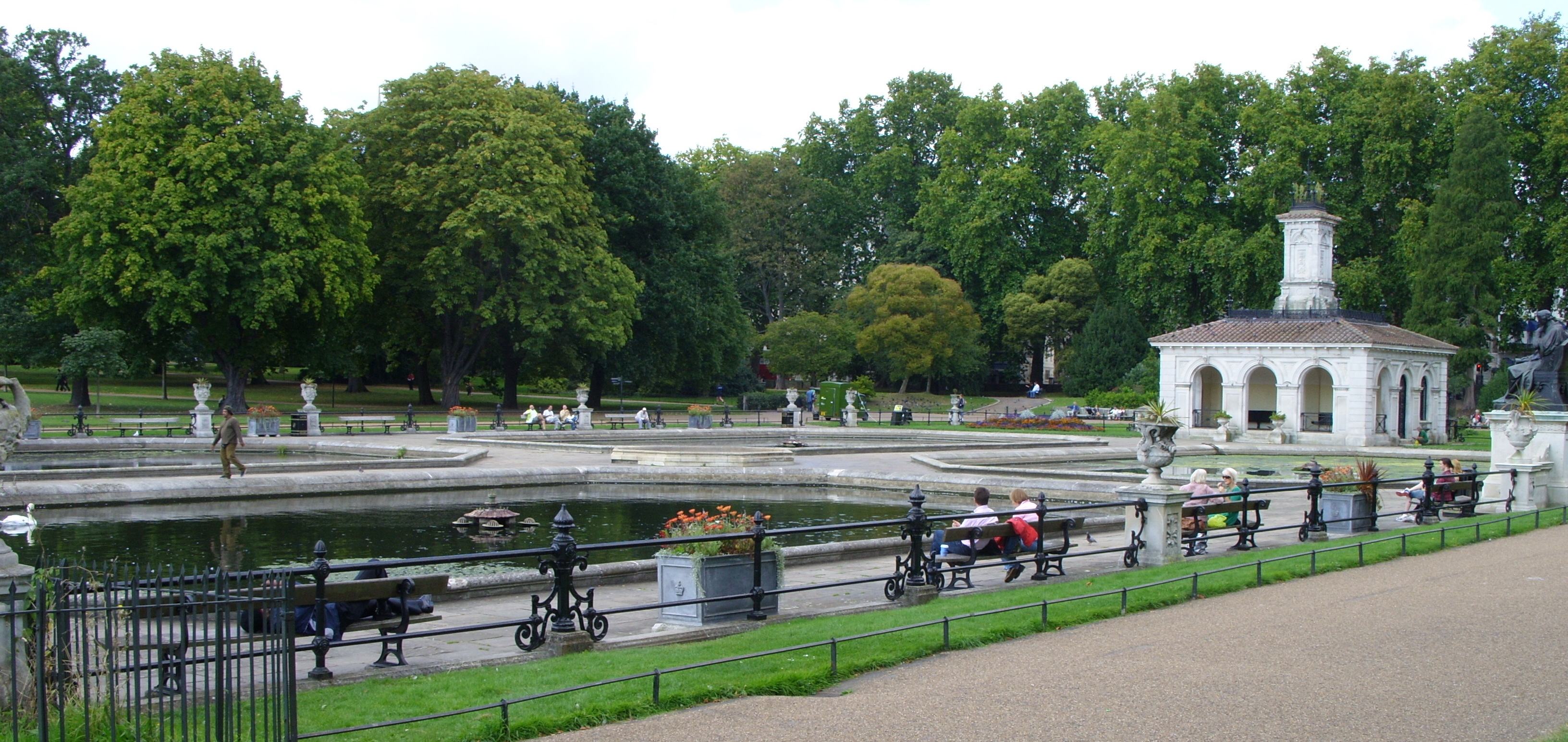
Італійський сад; вода для фонтанів поступає зі свердловини.
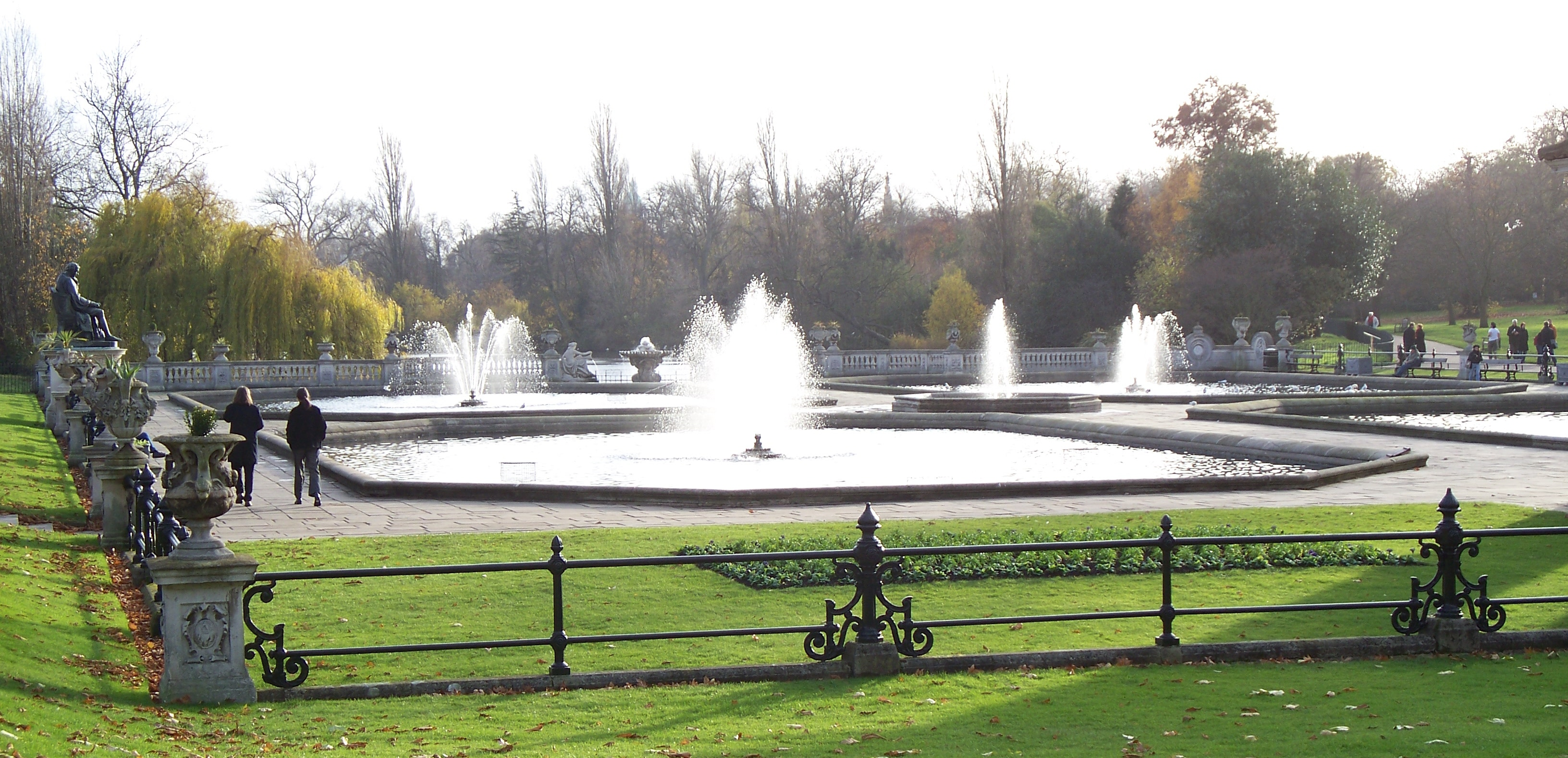
Фонтани Італійського саду
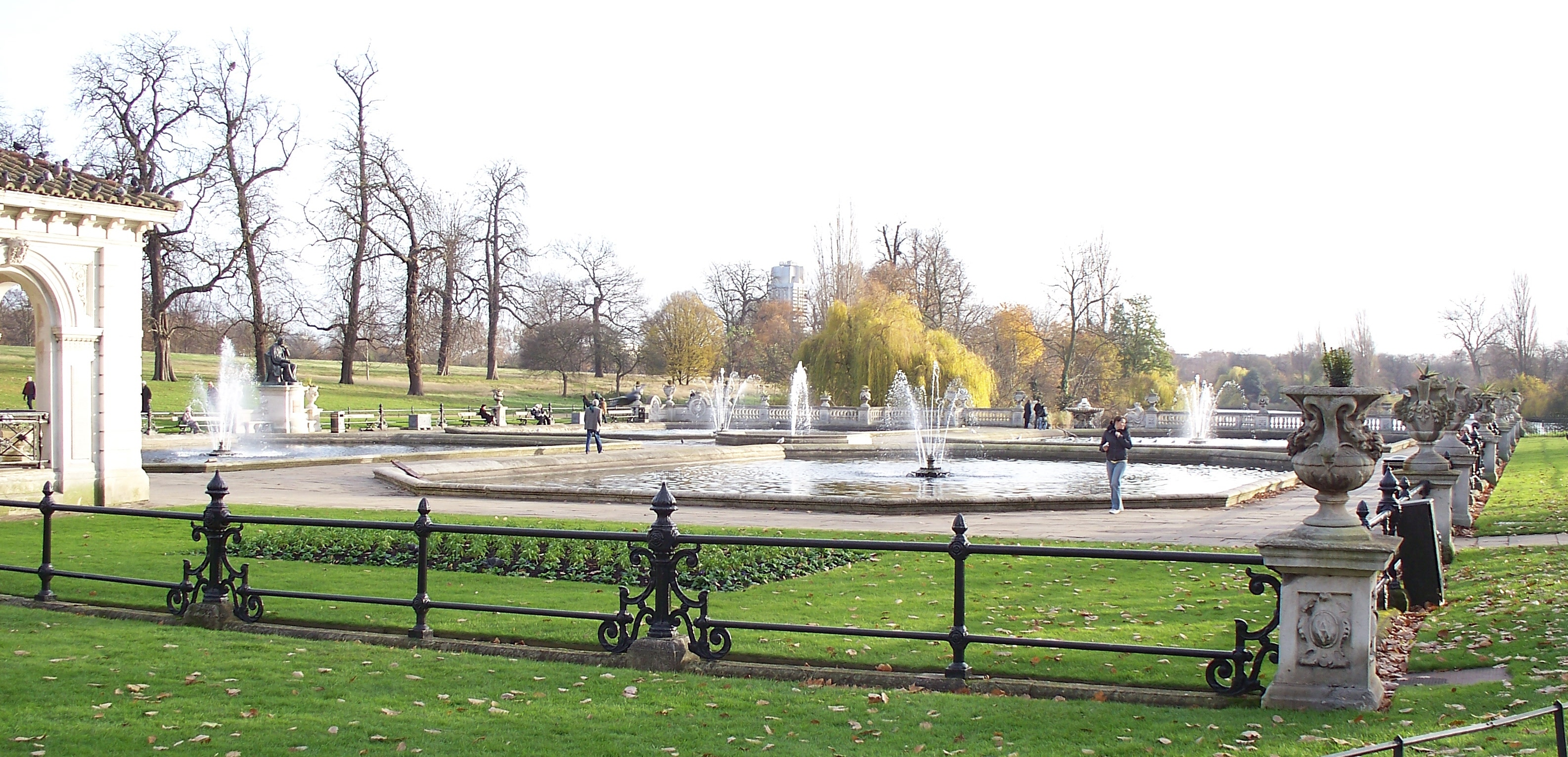
Італійський сад
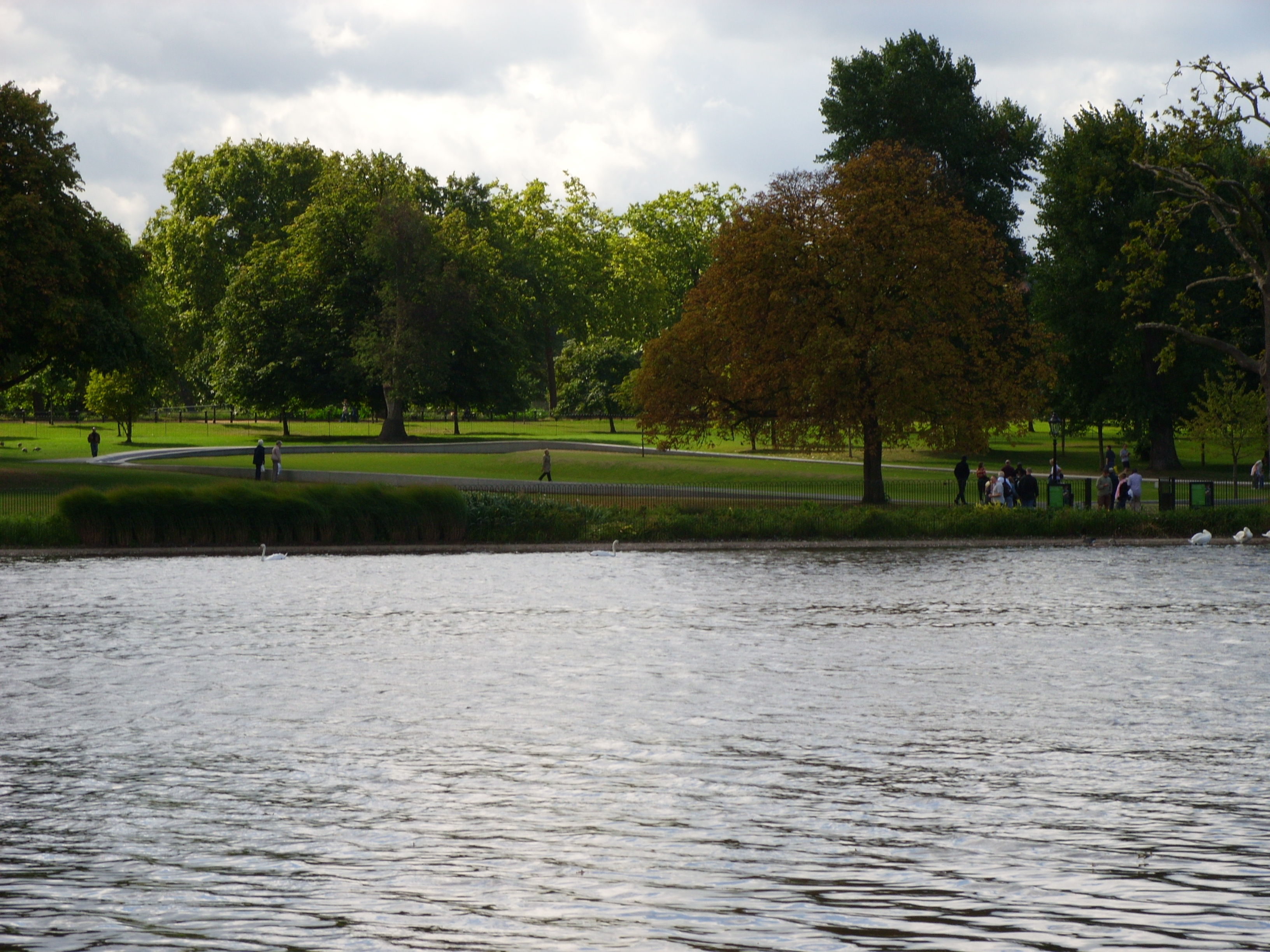
Вид на південь через Серпентин на Меморіальний фонтан Діани на південному березі.
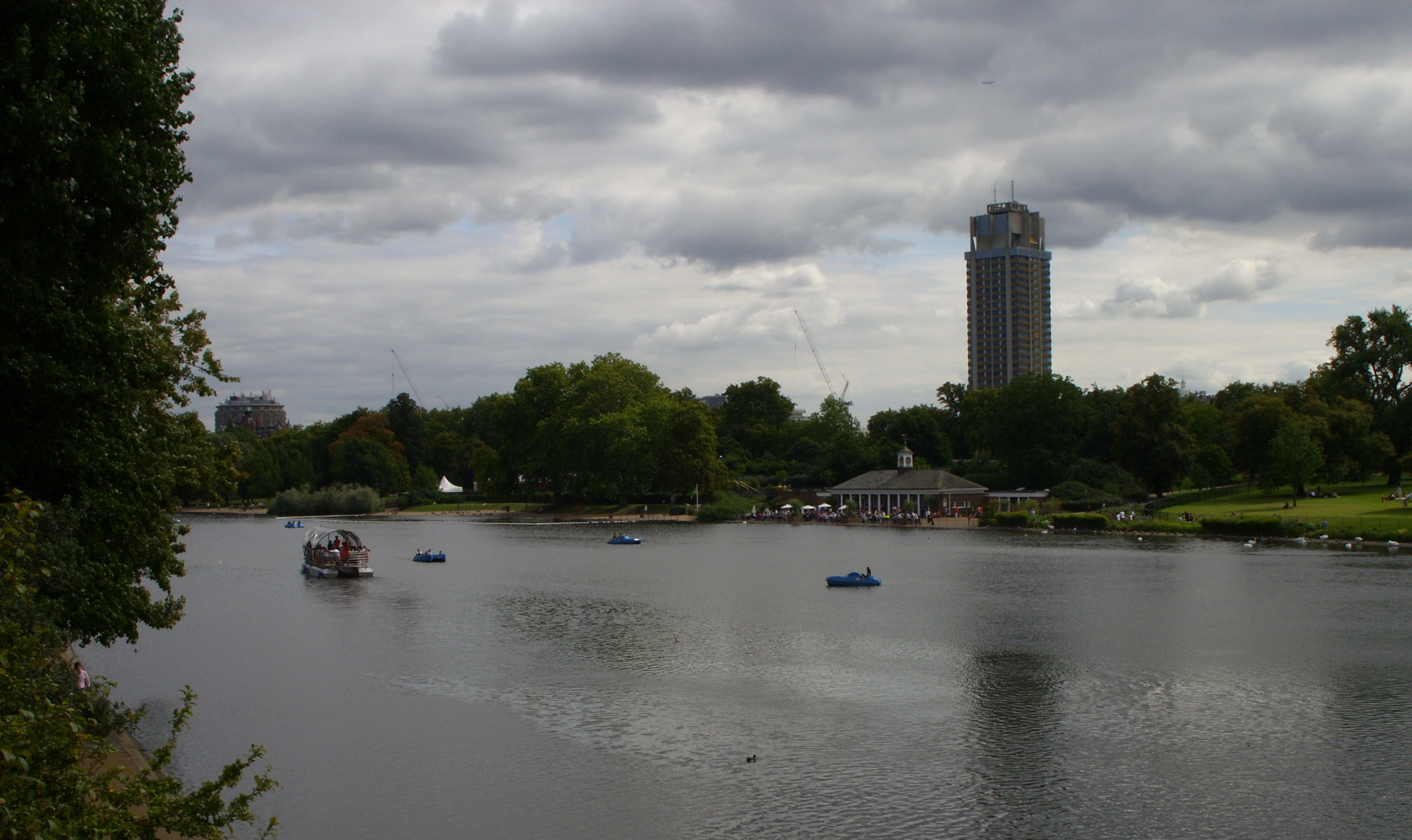
Серпентин у дощ, вид на південний схід в напрямку бараків Гайд-парку
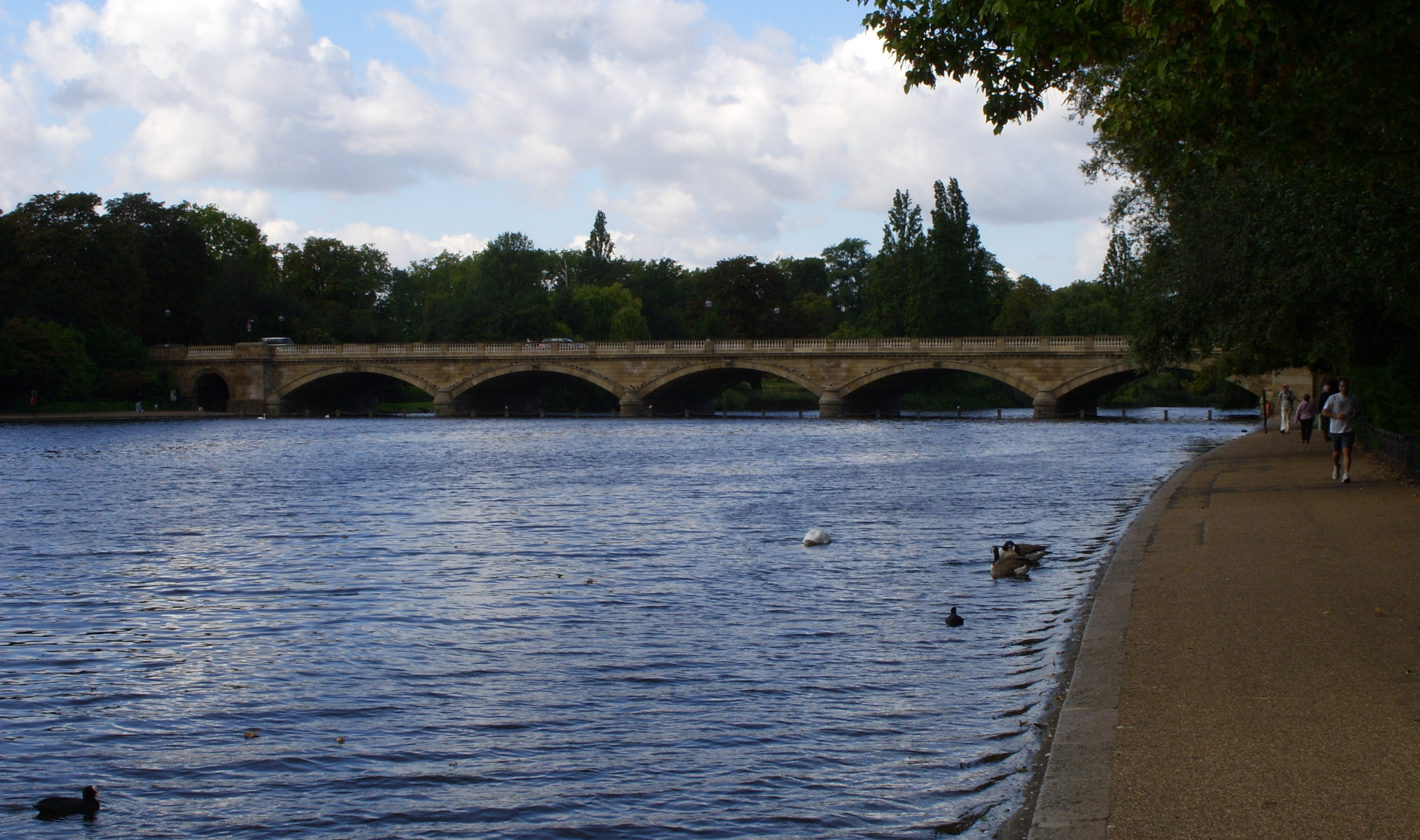
Міст Серпентин з північного берега
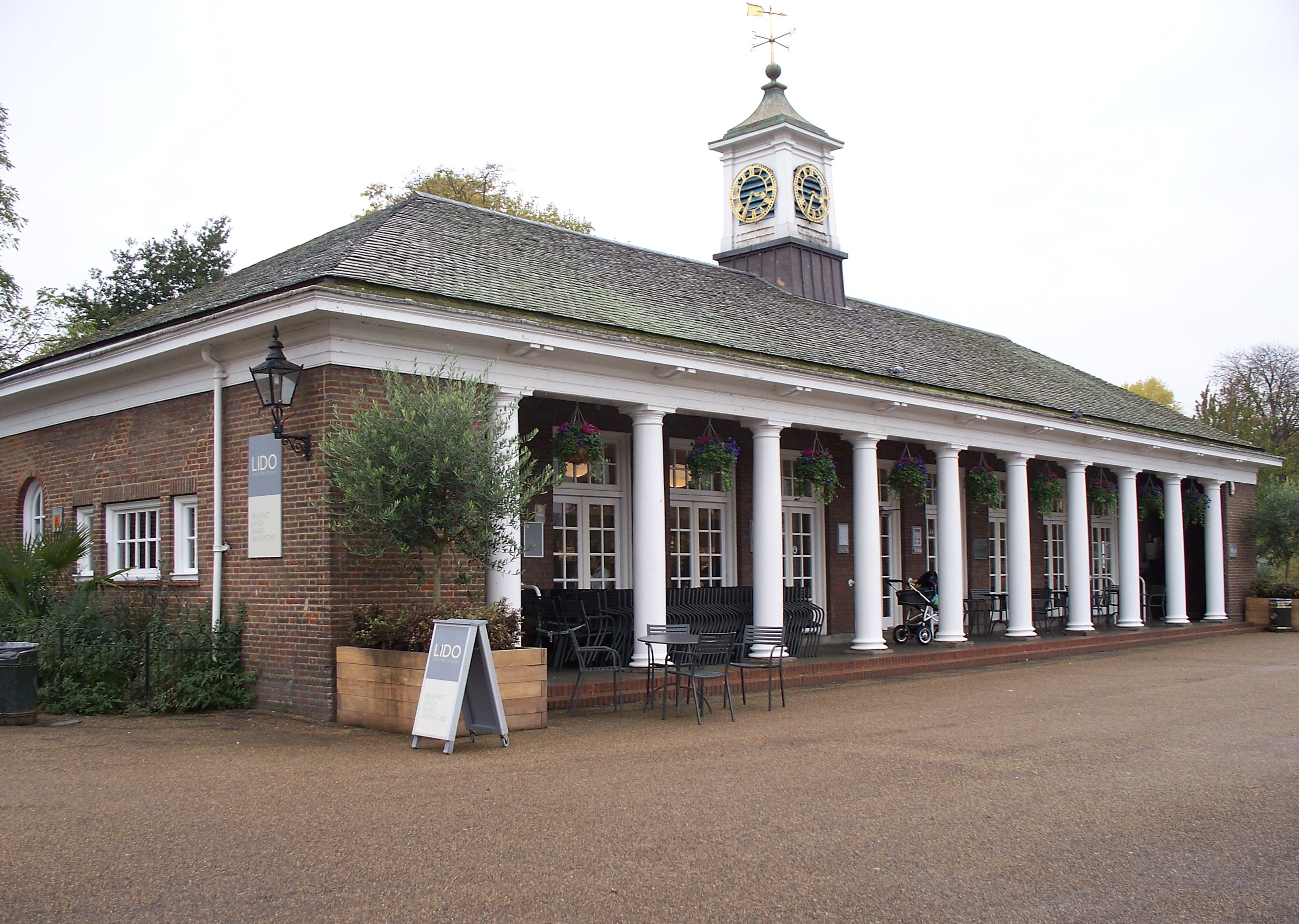
Лідо Ленсбері
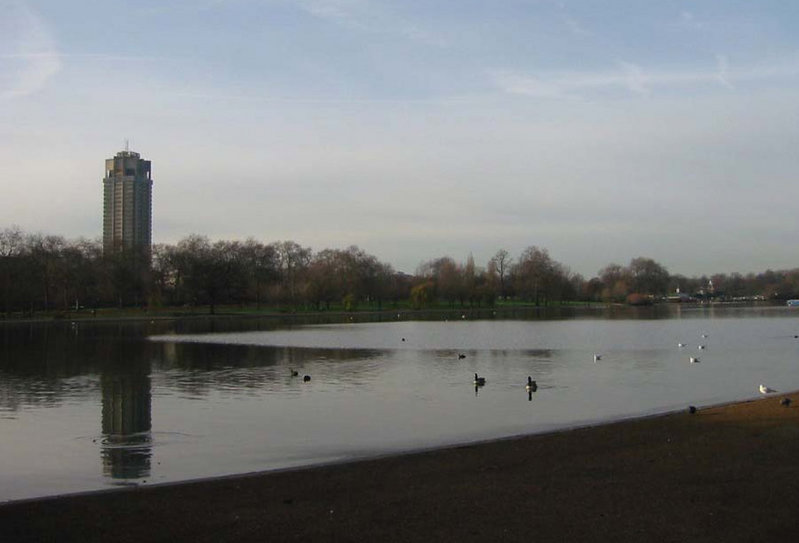
Вид на Серпентин з доріжки на дамбі
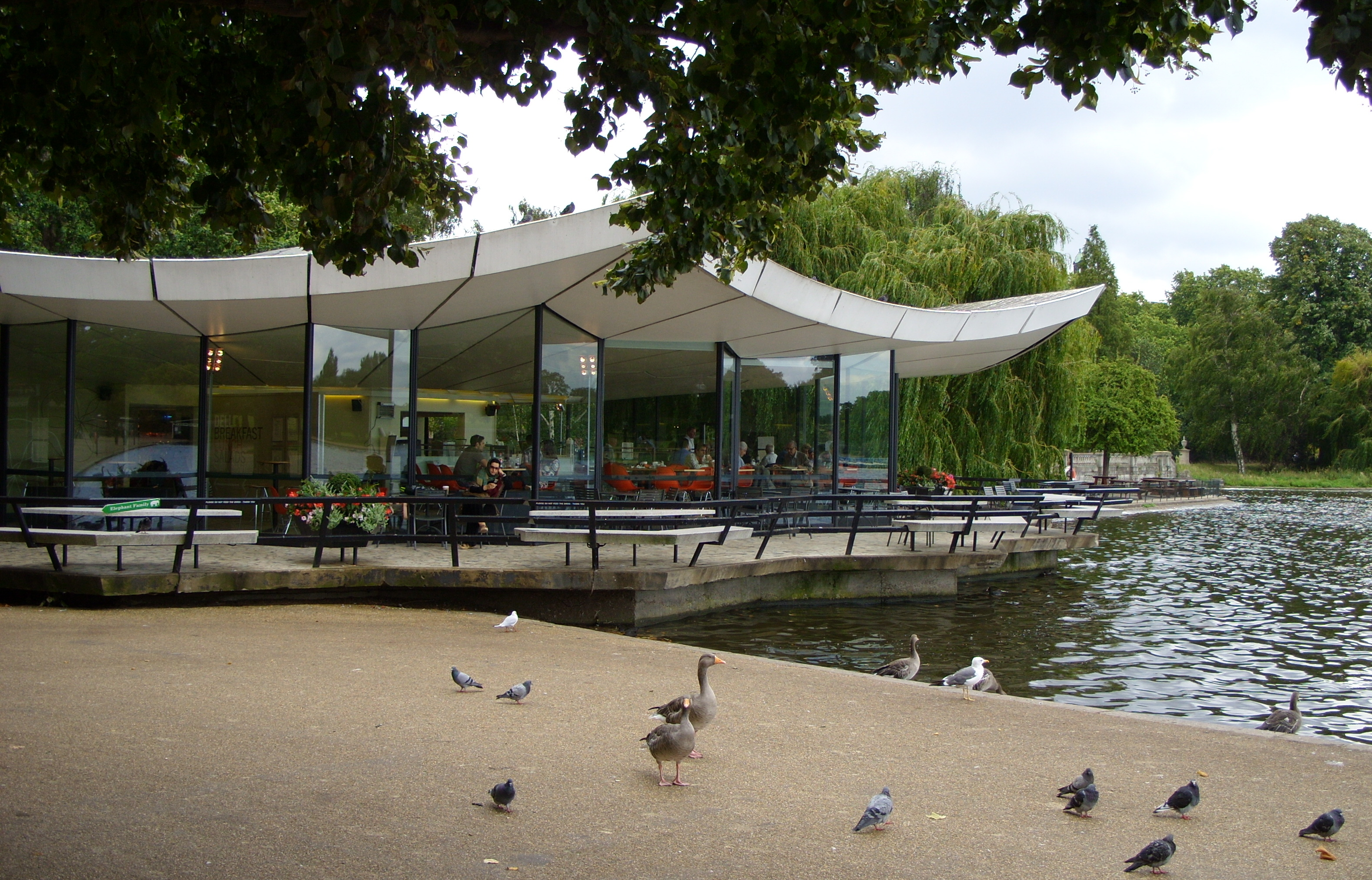
Бруталістська архітектура ресторану Делл, розташованого на північному кінці дамби, домінує східний кінець озера.
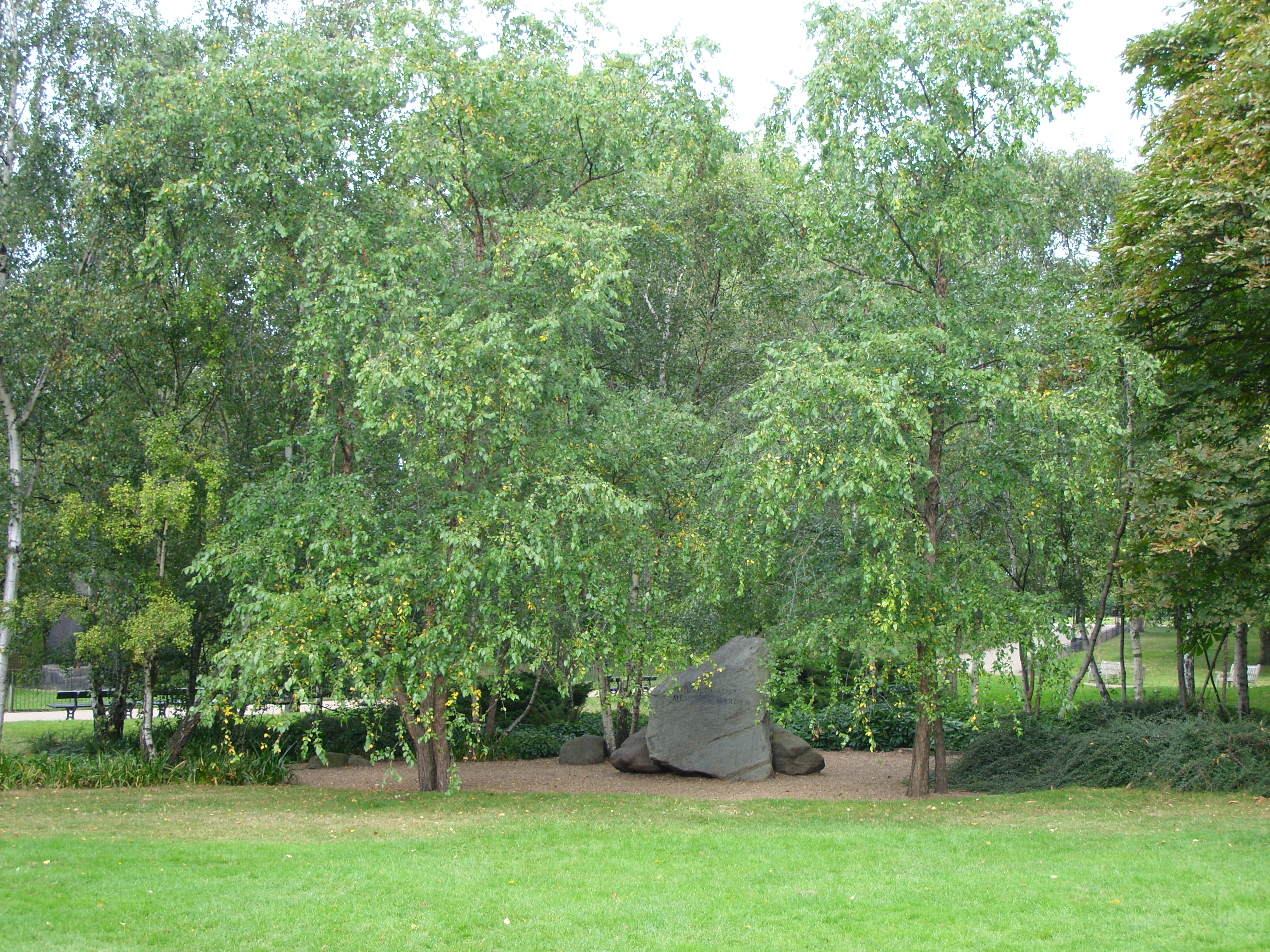
Меморіал Голокосту, одразу на схід після дамби
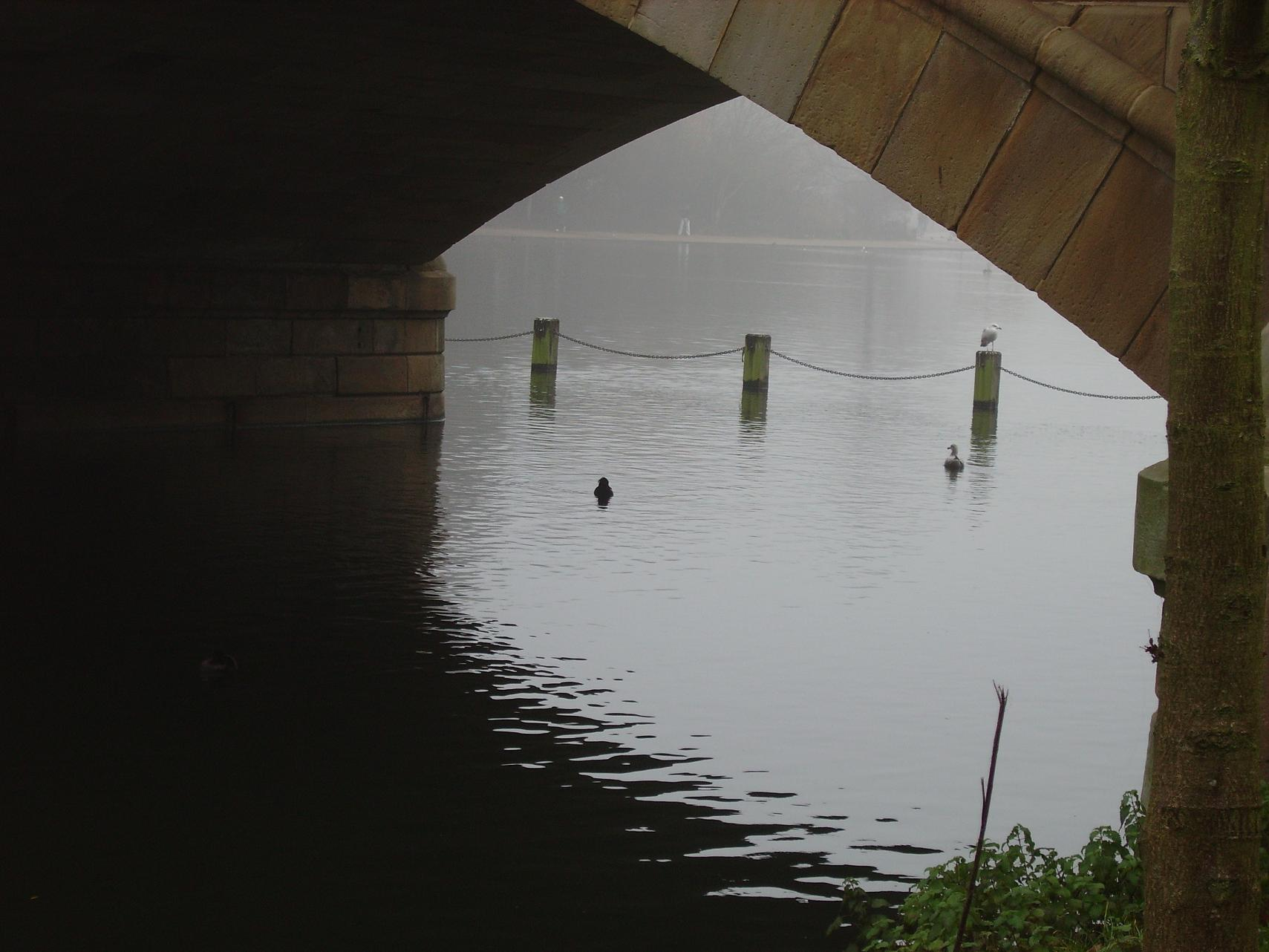
Міст Серпентин знизу
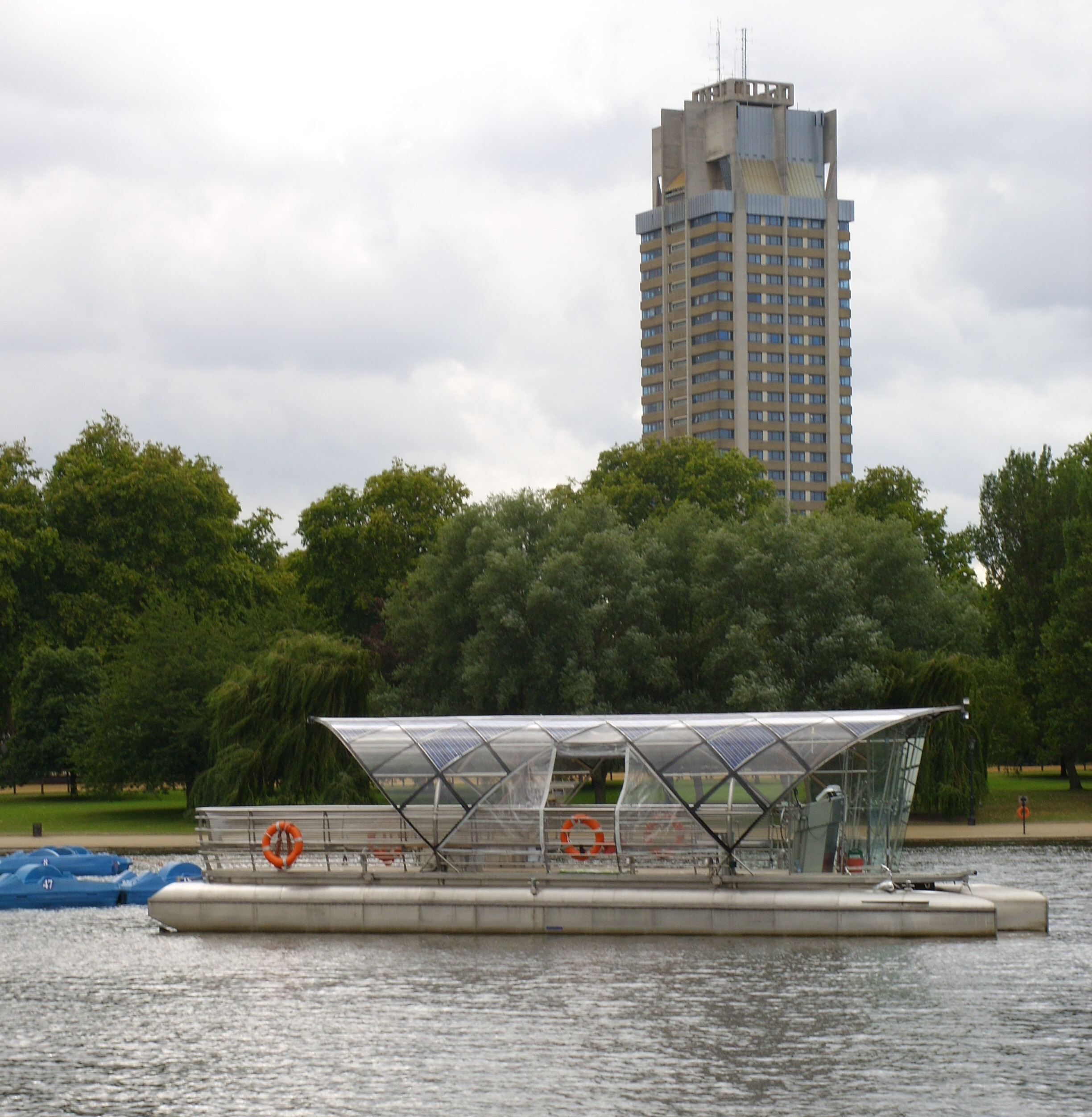
Solarshuttle, пришвартований перед бараками Гайд-парку